# 金日
金日（1971年7月25日—），北韓自由式摔角選手。在1992年和1996年夏季奧林匹克運動會各獲得一枚48公斤級金牌。1991年獲得世界角力錦標賽銀牌。2006年，入選國際角力總會名人堂。